# Iglesia de San Emeterio y San Celedonio (Larrabezúa)
La iglesia de San Emeterio y San Celedonio de Goikolexea en Larrabezúa (Vizcaya, España) es un templo de planta rectangular, de una sola nave dividida en tres tramos de longitud creciente hacia los pies de la fábrica. Presenta pórtico apeado en pies de madera que rodea al edificio. La mayor parte de la fábrica es anterior al siglo XVII. En esa centuria se completa la nave actual y se erige la torre-campanario, de planta cuadrangular, dividida en tres cuerpos y con cubierta de faldones, que se localiza en la zona de los pies.
En el siglo XVIII se realizó la sacristía, la cual se adosa a la cabecera del conjunto. Las bóvedas son de crucería y octopartitas de terceletes. Los soportes internos se adosan al muro, al igual que los estribos exteriores.
Dos son los accesos del templo. La portada más antigua data del siglo XV y se abre en el segundo tramo en el lado de la Epístola. El acceso es apuntalado y adovelado.
La entrada principal se abre a través del cuerpo inferior de la torre y está datada en el siglo XVIII. Pertenece estéticamente al Barroco y consta de frontón curvo partido sostenido mediante pilastras cajeadas que enmarcan un vano adintelado guarnecido por gruesas molduras y decorado con placas.
La iglesia se apareja mayoritariamente en piedra arenisca aunque el cuerpo superior de la torre es de ladrillo y en el pórtico se utiliza la madera.
Dentro del ajuar del templo destaca un retablo hispano flamenco, así como pinturas murales medievales recientemente descubiertas en las paredes laterales.